# Hôtel de ville de Kaliningrad
L'hôtel de ville de Kaliningrad est le siège du gouvernement de Kaliningrad, en Russie. Il est situé sur la place de la Victoire. 
Le bâtiment a été conçu par l'architecte Hanns Hopp en 1923, lorsque la ville s'appelait Königsberg, en Allemagne. C'était à l'origine le Handelshof, une halle commerciale située sur la Hansaplatz (rebaptisée par la suite Adolf-Hitler-Platz en 1934 et maintenant place de la Victoire), à proximité du parc des expositions d'Ostmesse. En 1927, cependant, il devint le Stadthaus, le nouvel hôtel de ville de Königsberg. Son prédécesseur, l'hôtel de ville de Kneiphof, est devenu par la suite un musée jusqu'à sa destruction pendant la Seconde Guerre mondiale. Le Stadthaus a également été endommagé pendant la Seconde Guerre mondiale, mais a survécu à la guerre. 
Le bâtiment est resté le siège municipal du gouvernement à Kaliningrad après la guerre, recevant une nouvelle façade. 